# Manuel Acuña (maquinista ferroviario)

## Historia
Manuel Acuña llegó a la Argentina en el barco "Ramoncito" procedente de Vigo, España en 1856, a poco de iniciarse los trabajos de construcción del Ferrocarril del Oeste, tocándole ser uno de los primeros maquinistas que condujeron La Porteña, y contribuyó al crecimiento del ferrocarril durante los siguientes 50 años.
Con innata pericia y buen criterio fue un precursor en el manejo de la tecnología de estas máquinas, que en el siglo XIX eran lo más avanzado en transporte terrestre.
"A la pericia, a la honradez, a la perspicacia y al valor de los maquinistas van confiados no solamente los grandes intereses que representa un tren, sino las vidas de los viajeros y dependientes".
Conduciendo La Porteña tuvo aventuras y situaciones por las que fue muchas veces honrado y galardonado. Destacándose su pericia en un choque de trenes por lo que recibió notas y valiosos premios.

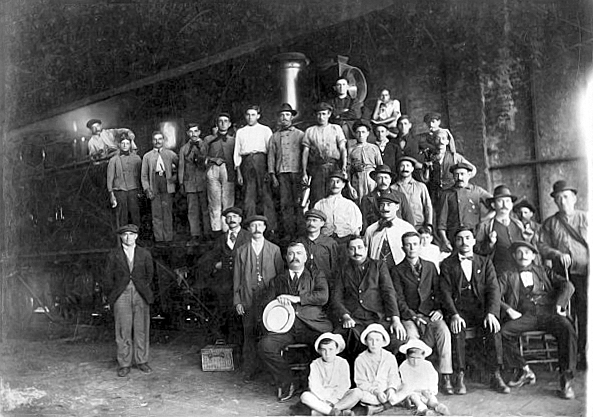
Empleados ferroviarios Merlo

Inauguró, entre otros, el ramal Merlo, Lobos y Saladillo.
Se casó con Rosa Russi en 1868 y se afincó en el pueblo de Merlo, Provincia de Bs. As., donde participó de la vida cultural y social formando una numerosa familia. Llegando a festejar sus Bodas de Oro.
En el año 1889, la Provincia de Buenos Aires dictó la Ley 2272 para su jubilación.
Cuando falleció, en 1928 a los 87 años, era el decano de los ferroviarios.
Su esposa falleció el 16 de septiembre de 1934, a los 85 años. 
En la fotografía mostrada, Manuel Acuña es el segundo de la derecha en la fila de los sentados. 
Fue el padre del profesor Víctor Manuel Acuña, de destacada actuación en la Provincia de Buenos Aires y abuelo del ingeniero aeronáutico Víctor M. N. R. Acuña.

## Un héroe anónimo

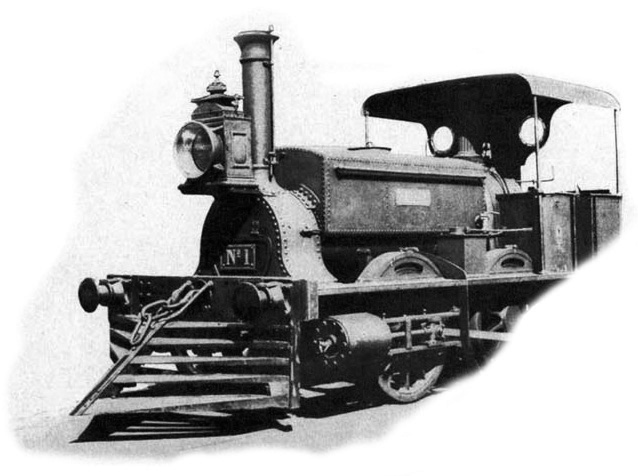
Detalle del miriñaque utilizado

Cuenta su hijo Víctor Manuel, en un artículo de la Revista El Hogar tomado por la Revista de Instrucción Primaria en 1928, titulado "Un Héroe Anónimo", un hecho heroico de su parte.
En una mañana nublosa de 1864, conduciendo La Porteña, luego de pasar la estación de Flores hacia el centro, unas nubes bajas creaban una espesa niebla, difícil de penetrar con la vista. Con el silbato rasgaba el silencio de la campiña al no tener buena visibilidad, sabiendo que detener el tren requería de por lo menos 5 cuadras. De pronto, al descorrerse por unos segundos la intensa niebla ve unas figuras sobre los rieles a unos 50 metros, da la orden de detener el tren y el fogonero aprieta los frenos, cuando alcanza a ver a un niño y a un perro. Un relámpago de heroísmo lo lleva a deslizarse por el costado de la máquina hasta el inseguro miriñaque y extenderse casi horizontalmente sobre las vías. Un instante de vacilación podría costarle la vida. En un esfuerzo supremo levanta al niño en el último segundo y lo lleva a lugar seguro, saltando al costado del tren que lo roza al pasar, y entregando el niño a los brazos de la angustiada madre que corría hacia él. Varias cuadras adelante, hacia Caballito, el convoy se detiene y lo alcanza tembloroso y satisfecho por el deber cumplido. Su acción no tuvo recompensa, más allá del valeroso hecho que quienes lo presenciaron pudieron admirar.

## Fiebre Amarilla
Durante la epidemia de fiebre amarilla (1870) supo conducir La Porteña en su funerario convoy hacia la Chacarita y su acción humanitaria lo llevó a organizar en el pueblo de Merlo comisiones de ayuda.

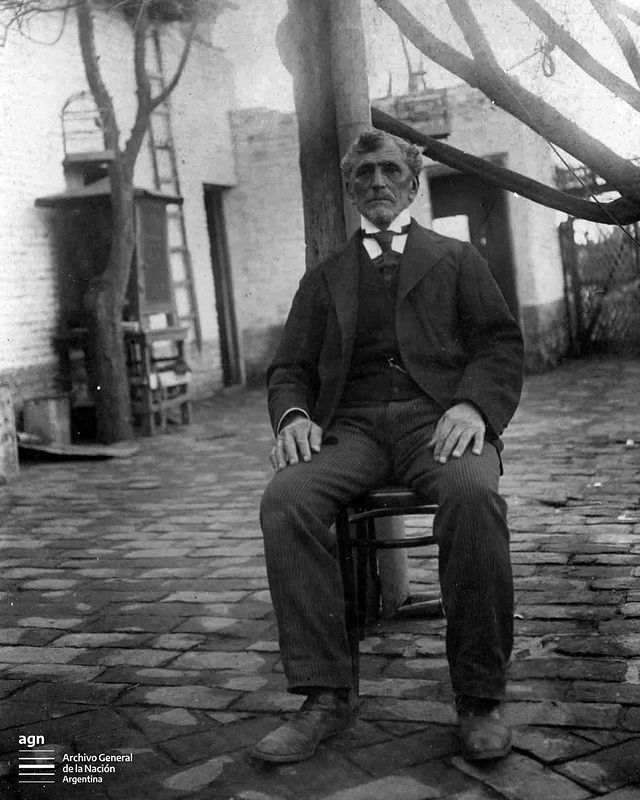
Manuel Acuña en 1907

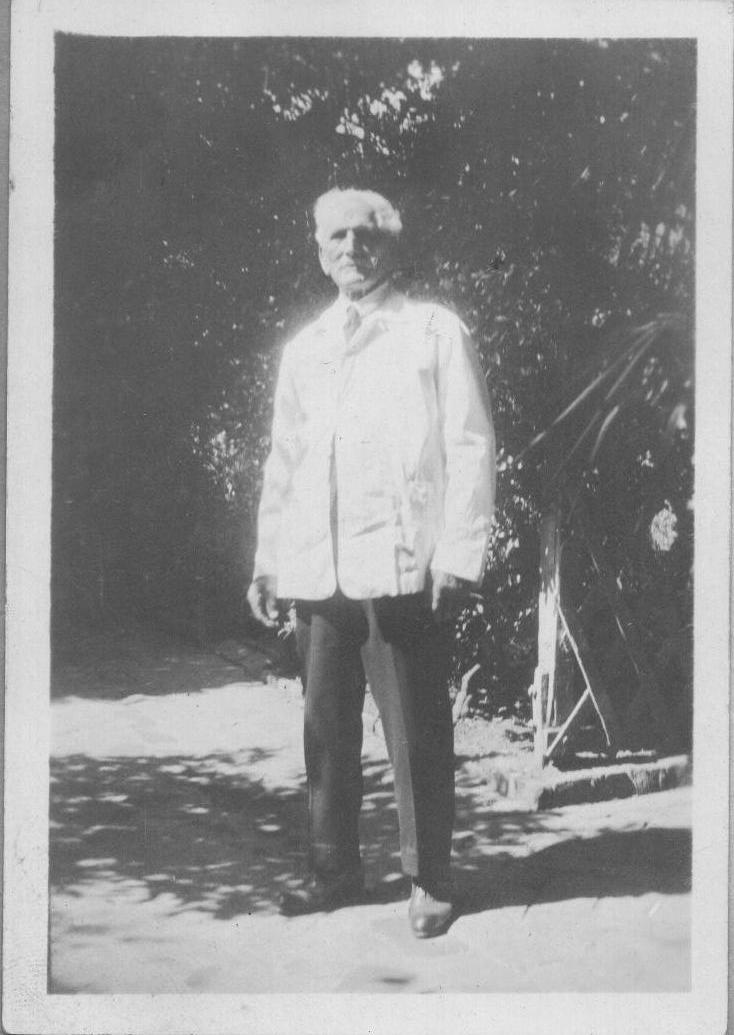
Manuel Acuña 1920

## Actividad Social
Fundó la Sociedad Española de Socorros Mutuos de Merlo y la presidió por varios períodos.
Fue admirador de la causa Radical, habiendo actuado su familia en los comicios cívicos de 1890 y 1893.

## Su fallecimiento
Su defunción enlutó a un gran número de hogares, entre los que se encuentran sus descendientes, las familias Benedetti Acuña, Acuña Williams, Acuña García, Acuña Trueba, Deliantonio Acuña, Cámera Acuña, Guercio Acuña y Rojo Acuña, Fagiani, Landaburu, Chacon, Sole, Ali Greppi, Vollmar, Stieglitz, Strong, De Candia, Ferreyra, Rubio, Amengual, Mones Ruiz, Álvarez, Koslowski entre otras.